# Альвес, Фернандо
Ферна́ндо Ха́рри А́львес Моске́ра (исп. Fernando Harry Alvez Mosquera) (род. 4 сентября 1959 года, Монтевидео) — уругвайский футболист, вратарь сборной Уругвая. Наиболее известен по выступлениям за клуб «Пеньяроль».

## Биография
Фернандо начал карьеру в «Дефенсоре» в 1976 году, когда клуб впервые в своей истории стал чемпионом Уругвая, однако в чемпионате он стал выступать только со следующего года и весьма впечатлил своей игрой «Пеньяроль». Уже в следующем году уругвайский гранд выкупил права на Альвеса, который за следующие 6 лет в стане «жёлто-чёрных» выиграл 4 чемпионата страны, 3 Лигильи, а также Кубок Либертадорес в 1982 году. Однако же в 1982 году Альвес не провёл в этом турнире ни одного матча, прочно осев на скамейке запасных — основным вратарём в том сезоне был Густаво Фернандес.
В 1984 году Альвес выступал за парагвайский «Либертад», после чего ещё два года играл за «Пеньяроль», но ушёл в «Ботафого» перед сезоном 1987, в котором «ауринегрос» выиграли очередной Кубок Либертадорес. Затем Альвес во второй раз вернулся в «Пеньяроль». В начале 1990-х годов Альвес выступал за «Индепендьенте Медельин» и за третий в своей карьере колумбийский клуб, «Хуниор», с которым в 1993 году стал, наконец, чемпионом Колумбии. В 1995 году Альвес вернулся в Уругвай, затем провёл один сезон в «Сан-Лоренсо», пока не завершил карьеру футболиста в 1997 году в ставшем ему родным «Пеньяроле».
Фернандо Альвес выделяется особым спортивным долголетием. Альвес дебютировал на чемпионате мира в 26 лет, а наибольшего успеха на уровне сборных добился в 1995 году, выиграв с Уругваем Кубок Америки, причём в финале Альвес отбил решающий пенальти от игрока действующих чемпионов мира бразильцев в послематчевой серии.
По окончании карьеры футболиста Фернандо Альвес занимался тренерской деятельностью, пытался заниматься политикой и стать депутатом, а также работал телекомментатором.

## Достижения
- Чемпион Уругвая (5): 1978, 1979, 1981, 1982, 1997
- Победитель Лигильи Уругвая (6): 1976, 1978, 1980, 1984, 1988, 1997
- Чемпион Колумбии (1): 1993
- Обладатель Кубка Либертадорес (1): 1982
- Победитель Кубка Америки (1): 1995
- Победитель Золотого кубка чемпионов мира (1): 1980/81